# Stryn
Stryn – norweska gmina leżąca w regionie Sogn og Fjordane. Stryn jest 62. norweską gminą pod względem powierzchni.

## Demografia
Według danych z roku 2005 gminę zamieszkuje 6843 osób. Gęstość zaludnienia wynosi 4,95 os./km². Pod względem zaludnienia Stryn zajmuje 145. miejsce wśród norweskich gmin.
| ludność stan na 1 stycznia 2005 |         |           |       |
|                                 | kobiety | mężczyźni | razem |
| osób                            | 3494    | 3349      | 6843  |
| %                               | 51,06%  | 48,94%    | 100%  |

| wykształcenie stan na 1 października 2004 |        |         |        |        |
|                                           | podst. | średnie | wyższe | niezn. |
| osób                                      | 879    | 3342    | 914    | 217    |
| %                                         | 16,42% | 62,44%  | 17,08% | 4,05%  |

## Edukacja
Według danych z 1 października 2004:
- liczba szkół podstawowych (norw. grunnskolar): 11
- liczba uczniów szkół podst.: 981

## Władze gminy
Według danych na rok 2011 administratorem gminy (norw. rådmann) jest Per Kristian Storevik, a burmistrzem (norw. ordfører, d. borgermester) jest Nils Petter Støyva.